# Alfredo Pallone
Alfredo Pallone (ur. 13 września 1947 we Frosinone) – włoski polityk, samorządowiec, poseł do Parlamentu Europejskiego VII kadencji.

## Życiorys
Uzyskał magisterium z socjologii na Uniwersytecie Rzymskim – La Sapienza. Studiował później także zarządzanie na Università degli Studi Roma Tre.
Od 1985 był przewodniczącym prowincjonalnej administracji turystycznej. Pełnił funkcję zastępcy burmistrza Frosinone i asesora do spraw ogólnych. W latach 2000–2005 był radnym regionu Lacjum i przewodniczącym jednej z komisji. Wchodził też w skład zarządu regionalnej agencji zdrowia publicznego. Od 2006 przewodniczył grupie Forza Italia w Lacjum, od 2008 był regionalnym koordynatorem tej partii.
W wyborach w 2009 uzyskał z listy powstałego m.in. na bazie FI Ludu Wolności mandat posła do Parlamentu Europejskiego VII kadencji. Został członkiem grupy Europejskiej Partii Ludowej oraz Komisji Gospodarczej i Monetarnej. W 2013 przystąpił do partii Nowa Centroprawica.